# نادي الرصافة
نادي الرصافة الرياضي هو فريق كرة قدم عراقي مقره بغداد، ويلعب في الدوري العراقي الدرجة الثالثة.

## المشاركات
- كأس العراق 2016-2017 [2]